# Перевозчик 2
«Перевозчик 2» (англ. The Transporter 2) — фильм-боевик 2005 года, является продолжением фильма «Перевозчик» 2002 года.
Джейсон Стейтем возвращается в роли Фрэнка Мартина, профессионального «перевозчика», доставляющего «посылки» и не задающего вопросов. Действие переносится в Майами, Флорида, где Фрэнк нанимается возить мальчика, которого вскоре похищают, и единственный, кто может его спасти — это Фрэнк.

## Сюжет
Фрэнк переехал из Франции в Майами, Флорида, где он нанимается водителем для семьи Биллингсов. Очень немногое может удивить Перевозчика, но молодой Джек Биллингс сделал это — Фрэнк подружился с шестилетним ребёнком, которого он возит в школу и из неё в своём новом Audi A8 (W12 6.0). Банда жестоких преступников, переодетых докторами, пытается инфицировать Джека во время очередного визита ребёнка к доктору. Когда Джек и Фрэнк приходят к доктору, начинается ожесточённая перестрелка между садисткой Лолой и Фрэнком. Джеку и Фрэнку едва удаётся ускользнуть от преступников, но их настигают уже возле дома Биллингсов. Джианни, главарь банды, заставляет Фрэнка уехать с Джеком, оставляя Одри Биллингс, мать ребёнка, в растерянности. Фрэнку пригрозили, что убьют ребёнка прямо в машине бронебойной пулей (на лбу у ребёнка можно разглядеть подсветку зелёного цвета). По-видимому, отец семейства Джефф считает, что Фрэнк и есть похититель, посылая по его пятам полицию. Фрэнка заставляют оставить Джека в руках Джианни. Возвращаясь в машину, он видит в луже отражение нижней части машины, на которой была прицеплена бомба. Он гонит до причала и переворачивает машину в воздухе, где крюк крана сбивает бомбу за секунду до взрыва. Заплатив выкуп похитителям, Биллингсы получают Джека обратно, но никто не знает, что Джек был заражён смертоносным вирусом, убивающим всех вступивших с ним в контакт за сутки.
Фрэнку остаётся взять всё в свои руки. Он обнаруживает одного из «докторов», которые в него стреляли, и делает вид, что заразил его тем же вирусом (в шприце была вода). Русский «доктор» паникует и бежит в лабораторию, чтобы заполучить противоядие. Фрэнк следует за ним по пятам и обнаруживает лекарство. Доктор выбрасывает две капсулы с лекарством в окно. Выпрыгнув за ними, Фрэнку удаётся спасти лишь одну. Пробравшись в дом Биллингсов, он объясняет Одри, что невиновен, и отдаёт ей лекарство для Джека. Но мать и отец ребёнка уже заражены. Джефф Биллингс направляется на интернациональную встречу глав организаций, борющихся с наркотиками. Фрэнк понимает, что похищение Джека было необходимо лишь для заражения его отца вирусом, чтобы Джефф затем мог заразить всё собрание. Джианни был нанят колумбийскими наркоторговцами, желающими обезглавить противо-наркотические организации мира.
Фрэнк приехал к дому Джианни, где в гараже вступил с преступниками в рукопашный бой. Пробившись к самому Джианни, Фрэнк видит, что он вколол себе всё оставшееся лекарство. Преступник убегает, оставляя Фрэнка на попечение Лолы. После финальной, но короткой, битвы, Лола погибает. Фрэнк берёт Lamborghini Murcielago Roadster Джианни и гонит в аэропорт, где запрыгивает на взлетающий частный самолёт антагониста. Убив второго пилота, Фрэнк борется с Джианни. Тот стреляет во Фрэнка, но попадает в пилота, и самолёт падает в океан. Фрэнку удаётся отключить Джианни и выплыть с ним на поверхность, где их уже ждёт полиция.
Фильм заканчивается визитом Фрэнка к Биллингсам в больнице. Докторам удалось воссоздать лекарство из крови Джианни, а Фрэнк, увидев счастливую семью, тихо покидает больницу на машине. Отправив своего друга инспектора, которому так и не удалось отдохнуть, домой, Фрэнк получает звонок по мобильному телефону: «Мне нужен перевозчик». Подумав секунду, Фрэнк отвечает: «Я вас слушаю».

## В ролях
| Актёр              | Роль              | Русский дубляж   |
| ------------------ | ----------------- | ---------------- |
| Джейсон Стейтем    | Фрэнк Мартин      | Евгений Дятлов   |
| Алессандро Гассман | Джанни            | Валерий Соловьёв |
| Эмбер Валлетта     | Одри Биллингс     | Наталья Суркова  |
| Кейт Наута         | Лола              | Анна Геллер      |
| Мэттью Модайн      | Джефф Биллингс    | Евгений Ганелин  |
| Джейсон Флеминг    | Дмитрий           |                  |
| Кит Дэвид          | Стэпплтон         |                  |
| Хантер Клэри       | Джек Биллингс     |                  |
| Франсуа Берлеан    | инспектор Таркони | Сергей Паршин    |
| Джефф Чейз         | Василий           |                  |
| Макс Остервиз      | голос по телефону |                  |

## Саундтрек к фильму
Треклист:
1. Alexandre Azaria — Naughty Girl
2. The Servant — Cells
3. Amen Birdman — Icarus
4. Sin & Oomph! — Painful (Morphium mix)
5. Alexandre Azaria — Main Theme
6. The Strays — Life Support
7. The Servant — Body
8. Grand National — Talk Amongst Yourselves
9. Alexandre Azaria — Kendo
10. Anggun — Saviour
11. Kate Nauta — Revolution
12. Mylo — Paris Four Hundred
13. Shakedown — Can You Handle it (Eraserhead mix)
14. The Cinematics — Chase
15. DJ Cam — DJ Premier remix-Voodoo Child
16. Alexandre Azaria — Jet Boxing